# Semiothisa cyda
Semiothisa cyda är en fjärilsart som beskrevs av Druce 1893. Semiothisa cyda ingår i släktet Semiothisa och familjen mätare. Inga underarter finns listade i Catalogue of Life.